# Typhon Nanmadol (2022)
Pour les articles homonymes, voir Cyclone tropical Nanmadol.
Le typhon Nanmadol, connu aux Philippines sous le nom de super typhon Josie, est un puissant cyclone tropical qui a touché le Japon. Quatorzième tempête nommée, septième typhon et deuxième super typhon de la saison cyclonique 2022 dans l'océan Pacifique nord-ouest, le système est né d'une perturbation à l'est d'Iwo Jima que le Joint Typhoon Warning Center (JTWC) a désignée comme une dépression tropicale le 12 septembre. Le même jour, après avoir atteint la force de la tempête tropicale, il a été nommé Nanmadol par l'Agence météorologique du Japon (JMA).
La tempête s'est progressivement mieux organisée, ses vents soutenus atteignant la force d'un typhon deux jours plus tard. Il a ensuite subi une intensification rapide, la vitesse des vents soutenus augmentant de 45 km/h. Nanmadol a culminé avec des vents de 195 km/h sur 10 minutes (250 km/h sur 1 minute) et une pression centrale de 910 hPa le 17 septembre, passant  brièvement entré dans la zone de responsabilité des Philippines où il a reçu le nom de Josie. Après un pic d'intensité, la tempête a commencé un cycle de remplacement du mur oculaire et s'est dirigée vers le nord en direction du Japon où il a touché terre dans le sud de Kyūshū le 18 septembre. Nanmadol est redescendu à tempête tropicale sévère le 19 septembre avant de passer à dépression extratropicale tôt le lendemain.
En prévision de la tempête, plus d'un demi-million de personnes ont été évacuées au Japon, un rare « avertissement spécial » a été émis pour Kagoshima par le JMA. En Corée du Sud, 7 000 foyers ont également subi des coupures de courant. Quatre décès ont été attribués à Nanmadol, tous au Japon.